# 배리 글래스너
배리 글래스너(Barry Glassner)는 미국의 사회학자이다. 서던캘리포니아 대학교(USC) 사회학과 교수를 역임하였다.

## 저서
- 배리 글래스너 저. 연진희 역. 《공포의 문화(The Culture of Fear)》. 부광. 2005년. ISBN	9788990926135